# Кудряшов, Константин Васильевич
Константин Васильевич Кудряшов (22 февраля 1885 — 20 октября 1962, Москва) — советский историк, специалист по исторической географии, исследователь «Слова о полку Игореве». Доктор исторических наук, профессор.

## Биография
Родился 22 февраля 1885 года.
В 1911 окончил историко-филологический факультет Петербургского университета. После организации в 1918 году в Иркутске Восточно-Сибирского университета (будущего ИГУ) стал работать там, сначала доцентом, затем профессором русской истории. В 1920 возглавил Восточное отделение внешних сношений ИГУ. После его реорганизаций и закрытия уехал из Иркутска.
В 1920-е—1930-е годы преподавал на историческом факультете Ленинградского университета и в Ленинградском историко-лингвистическом институте.
В годы Великой Отечественной войны, будучи в эвакуации, опубликовал ряд брошюр и статей о героическом прошлом народов СССР.
После переезда в Москву, в 1948—1955 годы заведовал кафедрой истории в Московском государственном библиотечном институте.
Умер 20 октября 1962 года в Москве. Похоронен на Пятницком кладбище.

## Признание
В 1928 году удостоен специальной премии за работу «Русский исторический атлас».

## Основные труды
- Кудряшов К. В. Александр Первый и тайна Федора Козьмича. — Петроград: Время, 1923. — 216 с.
  - Кудряшов К. В. Александр I и тайна Федора Козьмича. — М.: ЛомоносовЪ, 2014. — 188 с. — (История. География. Этнография). — 1000 экз. — ISBN 978-5-91678-179-3.
- Кудряшов К. В. Последний фаворит Екатерины II (Платон Зубов). — Л.: Брокгауз-Ефрон, 1925. — 94 с.
- Кудряшов К. В. Русский исторический атлас / предисловие М. Н. Покровского. — М.—Л.: Госиздат, 1928. — 48 с.
- Историко-географические сведения о половецкой земле по летописным известиям о походе Игоря Северского на половцев в 1185 г. // Известия Государственного Географического общества. — Т. 69, вып. 1. — Л.—М., 1937. — С. 52—66.
- Кудряшов К. В. «Слово о полку Игореве» в историко-географическом освещении // Слово о полку Игореве: сборник статей / Государственный литературный музей. — М.: Гослитмузей, 1947. — С. 43—94.
- О местоположении половецких веж в Северном Причерноморье в XII в. // Труды института этнографии им. Н. Н. Миклухо-Маклая. Новая серия. — Т. I. Памяти Д. Н. Анучина (1843—1923). — М.—Л., 1947. — С. 98—112.
- О местонахождении хазарского города Саркела // Известия Академии наук СССР. Серия истории и философии. — 1947. — № 6. — С. 536—556.
- Северное Причерноморье в IX—XII вв. // Краткие сообщения Института этнографии. — Вып. 4. — М.: Изд-во АН СССР, 1948. — С. 93—96.
- Кудряшов К. В. Половецкая степь: Очерки исторической географии. — М.: ОГИЗ, Географгиз, 1948. — 162 с. — (Записки Всесоюзного географического общества. Новая серия. Т. 2). Архивировано 12 марта 2023 года.
- К вопросу о местонахождении Саркела // Известия Всесоюзного Географического общества. — Л., 1953. — Т. 85, вып. 4. — С. 480—482.
- О местоположении реки Калки // Вопросы истории. — 1954. — № 9. — С. 118—119.
- Еще раз к вопросу о пути Игоря в Половецкую степь // ТОДРЛ. — 1958. — Т. 14. — С. 49—60.
- Кудряшов К. В. Про Игоря Северского, про землю Русскую: Историко-географический очерк о походе Игоря Северского на половцев в 1185 г. — М.: Учпедгиз, 1959. — 96 с. — 45 000 экз.
- Кудряшов К. В. Москва в 1812 году. — М.: Московский рабочий, 1962. — 96 с. — 20 000 экз.
- Кудряшов К. В., Яновский А. М. Москва в далеком прошлом: Очерки городской жизни, быта и нравов Москвы XVI—XVII веков. — М.: Московский рабочий, 1962. — 396 с. — 15 000 экз.
  - Кудряшов К. В., Яновский А. М. Москва в далеком прошлом: Очерки городской жизни, быта и нравов Москвы XVI—XVII веков. — М.: Олма Медиа Групп, 2010. — 368, [32] с. — (Историческая библиотека). — 3000 экз. — ISBN 978-5-373-03224-7.